# XDS Astana Team/Saison 2025
Diese Liste beschreibt die Mannschaft und die Siege des Radsportteams XDS Astana in der Saison 2025.

## Mannschaft
| Teamkader 2025          | Teamkader 2025     | Teamkader 2025 | Teamkader 2025                                      |
| Name                    | Geburtsdatum       | Land           | Vorheriges Team                                     |
| ----------------------- | ------------------ | -------------- | --------------------------------------------------- |
| Davide Ballerini        | 21. September 1994 | Italien        | Soudal Quick-Step (2023)                            |
| Alberto Bettiol         | 29. Oktober 1993   | Italien        | EF Education-EasyPost (2024)                        |
| Cees Bol                | 27. Juli 1995      | Niederlande    | Team DSM (2022)                                     |
| Clément Champoussin     | 29. Mai 1998       | Frankreich     | Arkéa-B&B Hotels (2024)                             |
| Anthon Charmig          | 25. März 1998      | Dänemark       | Uno-X Pro Cycling Team (2023)                       |
| Nicola Conci            | 5. Januar 1997     | Italien        | Alpecin-Deceuninck (2024)                           |
| Jewgeni Fjodorow        | 16. Februar 2000   | Kasachstan     | Vino-Astana Motors (2020)                           |
| Lorenzo Fortunato       | 9. Mai 1996        | Italien        | Eolo-Kometa (2023)                                  |
| Aaron Gate              | 26. November 1990  | Neuseeland     | Burgos-BH (2024)                                    |
| Michele Gazzoli         | 4. März 1999       | Italien        | Astana Qazaqstan Development Team (2023)            |
| Sergio Higuita          | 1. August 1997     | Kolumbien      | Red Bull-Bora-Hansgrohe (2024)                      |
| Florian Kajamini        | 28. Februar 2003   | Italien        | MBH Bank Colpack Ballan (2024)                      |
| Max Kanter              | 22. Oktober 1997   | Deutschland    | Movistar Team (2023)                                |
| Harold Martín López     | 3. Dezember 2000   | Ecuador        | Astana Qazaqstan Development Team (2023)            |
| Matteo Malucelli        | 20. Oktober 1993   | Italien        | JCLTeam Ukyo (2024)                                 |
| Fausto Masnada          | 6. November 1993   | Italien        | Soudal Quick-Step (2024)                            |
| Henok Mulubrhan         | 11. November 1999  | Eritrea        | Green Project-Bardiani CSF-Faizanè (2023)           |
| Wout Poels              | 1. Oktober 1987    | Niederlande    | Bahrain Victorious (2024)                           |
| Alessandro Romele       | 30. August 2003    | Italien        | Astana Qazaqstan Development Team (2024)            |
| Christian Scaroni       | 16. Oktober 1997   | Italien        | Gazprom-RusVelo (2022)                              |
| Ide Schelling           | 6. Februar 1998    | Niederlande    | Bora-Hansgrohe (2023)                               |
| Harold Tejada           | 27. April 1997     | Kolumbien      | Medellín (2019)                                     |
| Mike Teunissen          | 25. August 1992    | Niederlande    | Intermarché-Wanty (2024)                            |
| Diego Ulissi            | 15. Juli 1989      | Italien        | UAE Team Emirates (2024)                            |
| Darren van Bekkum       | 20. März 2002      | Niederlande    | Team Visma \| Lease a Bike Development (2024)       |
| Simone Velasco          | 2. Dezember 1995   | Italien        | Gazprom-RusVelo (2021)                              |
| Nikolas Winokurow       | 7. Juli 2002       | Kasachstan     | Astana Qazaqstan Development Team (2023)            |
| Anton Kusmin            | 20. November 1996  | Kasachstan     | Almaty Astana Motors (2023)                         |
| Su Haoyu                | 26. Oktober 2000   | China          | China Glory-Mentech Continental Cycling Team (2024) |
| Davide Toneatti         | 9. April 2001      | Italien        | Astana Qazaqstan Development Team (2024)            |
|                         |                    |                |                                                     |
| Quelle: ProCyclingStats |                    |                |                                                     |

## Siege
| Siege    | Siege                                             | Siege      | Siege  | Siege             | Siege |
| Datum    | Rennen                                            | Staat      | Klasse | Sieger            |       |
| -------- | ------------------------------------------------- | ---------- | ------ | ----------------- | ----- |
| 19. Feb. | Tour des Alpes Maritimes et du Var, Gesamtwertung | Frankreich | 2.1    | Christian Scaroni |       |
| 21. Feb. | Classic Var                                       | Frankreich | 1.1    | Christian Scaroni |       |
| 22. Feb. | Tour des Alpes Maritimes et du Var, 1. Etappe     | Frankreich | 2.1    | Christian Scaroni |       |

## UCI-Weltranglisten-Platzierungen
| UCI-Ranking | UCI-Ranking | UCI-Ranking | UCI-Ranking |
| Fahrer      | Fahrer      | Land        | Punkte      |
| ----------- | ----------- | ----------- | ----------- |